# 姆本杜语
姆本杜语是安哥拉最常用的语言之一，主要使用人口在该国西北部，尤其是马兰热省。姆本杜语有11种方言：Ngola, Dembo, Jinga, Bondo, Bângala, Songo, Ibaco, Luanda, Quibala, Libolo 和 Quissama。葡萄牙殖民统治时期，1919年法令禁止在学校教授本土语言，这个举措使姆本杜语在城市人口的使用量大幅减少。

## 词汇举例
muthu, "人", kima, "东西"; kudya, "食物"; tubya, "火"; lumbu, "墙"
，kamba，“朋友”

## 外部連結
- Emuseum article on Kimbundu
- Ethnologue report on Kimbundu （页面存档备份，存于）